# ماجينا توفا
ماجينا توفا (بالإنجليزية: Mageina Tovah)‏ هي ممثلة أمريكية، ولدت في 26 يوليو 1979 في الولايات المتحدة.

## أعمال

### أفلام
- (2004) الرجل العنكبوت 2[3][4][5]
- (2006) فشل الانطلاق[6]
- (2007) سبايدرمان 3[7][8][9]

### مسلسلات
- اكذب علي
- كاسل

## وصلات خارجية
- ماجينا توفا على موقع IMDb (الإنجليزية)
- ماجينا توفا على موقع ألو سيني (الفرنسية)
- ماجينا توفا على موقع تيرنر كلاسيك موفيز (الإنجليزية)
- ماجينا توفا على موقع أول موفي (الإنجليزية)
- ماجينا توفا على موقع قاعدة بيانات الأفلام السويدية (السويدية)
- ماجينا توفا على موقع قاعدة بيانات الفيلم (الإنجليزية)
- ماجينا توفا على موقع كينوبويسك (الروسية)